# Rafael Rattia
Rafael Rattia (Delta Amacuro, Venezuela, 1961) es un escritor e historiador venezolano.

## Biografía
Rattia egresó como historiador de la Universidad de Los Andes, en el estado Mérida. Rattia es fundador del Archivo Histórico del Delta y se ha desempeñado como su director, al igual que como de la Biblioteca Pública Central Andrés Eloy Blanco y como coordinador de actividades literarias del Ateneo Internacional de Fronteras Casa de las Aguas. También ha dirigido la página literaria semanal del diario Notidiario de Puerto Ordaz, Laberintos de Agua, y publicado el poemario La pasión del suicida.
Sus textos han sido publicados en el suplemento literario Verbigracia, el suplemento cultural de Últimas Noticias, El Impulso, Frontera y la revista Ateneo de Los Teques, al igual que en las revistas digitales El Invencionero, Casi Nada y Sólo Texto. Para 2021 tenía un libro de poesía inédito, Los poemas del amor y de la muerte, y trabajaba como profesor de historia de Venezuela en educación media.
El 4 de junio de 2021, la diputada de la Asamblea Nacional María Gabriela Hernández y el embajador ante Rumania designado por Juan Guaidó, Mario Massone, denunciaron la detención Rattia por cuerpos de seguidad la noche anterior, el 3 de junio, el allanamiento de su vivienda, ubicada en Maturín, en el estado Monagas, y la confiscación de tanto documentos como de su computadora personal. La organización no gubernmental PROVEA exigió la liberación de Rattia, calificando su detención como arbitraria y atribuyéndola a un artículo de opinión de su autoría publicado en el portal del diario El Nacional sobre Aristóbulo Istúriz, ministro recién fallecido. De acuerdo con una nota de presa de El Pitazo, los funcionarios policiales de Monagas se llevaron de su casa cajas de libros, una laptop, un equipo para descargar libros digitales, los teléfonos celulares de tanto su esposa como de Rattia y sus cargadores, después de arrestar al escritor y allanar su casa.
Al día siguiente, el 5 de junio, se le dictó libertad condicional a Rattia, con un régimen de presentación a tribunales cada treinta días   con prohibición de salida del país. PROVEA exigió la libertad plena para el escritor, expresando que la libertad de expresión no es un delito.

## Obras
- La pasión del suicida (Ediciones del Centro de Actividades Literarias José Lira Sosa en coedición con el Consejo Nacional de la Cultura, Conac, 1999)[3]
- Los cantos del apátrida (Ediciones Obsidiana Press, 2007)[3]